# Spyro 2: En busca de los talismanes
Spyro 2: En busca de los talismanes, conocido en inglés como Spyro 2: Ripto's Rage! en Norteamérica y como Spyro 2: Gateway To Glimmer en Europa, es un videojuego de plataformas para la consola PlayStation. Fue lanzado en Norteamérica el 2 de noviembre de 1999, en Europa el 5 de noviembre de 1999 y en Japón el 16 de marzo de 2000, bajo el título Spyro X Sparx Tondemo Tours. Spyro 2 es el segundo juego de la serie Spyro the Dragon, que comenzó con Spyro the Dragon en 1998. El protagonista de la serie, Spyro, recorre la tierra de Avalar en lugar de los mundos del Dragón, donde se estableció la entrega anterior. En este juego, un dinosaurio brujo conocido como Ripto ha invadido el mundo de Avalar, y está causando estragos en los ciudadanos con su magia. El jugador, como Spyro, debe viajar por el mundo de Avalar y deshacer el daño hecho por Ripto.
El juego llegó a estar disponible para su descarga en la PlayStation Store europea el 26 de julio de 2007, incluso antes de su predecesor. Menos de una semana después, fue eliminado debido a que los niveles de Coloso y Balneario ídolos no se podían cargar. El 17 de abril de 2008 fue lanzado en la PlayStation Store japonesa. El 7 de mayo de 2009 una versión corregida del juego fue lanzada para la PlayStation Store americana. El 12 de diciembre de 2012 el juego fue relanzado para la PlayStation Store europea.

## Modo de juego
El juego fluye de una manera muy similar al juego original, con pocas variaciones en el control y las habilidades principales de Spyro. Spyro puede atacar a los enemigos con su típico aliento de dragón o con una embestida con sus cuernos. Las diferentes variedades de enemigos hace que se requiera uno de estos ataques específicamente para derrotarlos. Los enemigos blindados con metal son inmunes al fuego de Spyro, y los enemigos mucho más grandes que Spyro son inmunes a su ataque de carga. Mediante el uso de sus alas Spyro puede planear y puede ampliar su distancia de planeo hasta un alcance considerable, dependiendo de la elevación con la que el jugador comience a planear. A diferencia del juego anterior, Spyro podrá nadar sin ahogarse en agua limpia y solo se ahogará si el agua está contaminada. Los niveles han sido diseñados para tomar ventaja de estas habilidades: existen grandes lagunas que Spyro tiene que atravesar nadando por debajo de la superficie o planeando desde un punto elevado. Mientras el jueg o progresa, el jugador puede comprar nuevas habilidades para Spyro (lo que es obligatorio para llegar al final), tales como la capacidad de bucear, subir escaleras/trepar paredes y un golpe de cabeza al suelo. Además de las nuevas habilidades de Spyro, muchos niveles en el juego tienen estaciones especiales que dan temporalmente a Spyro capacidades mejoradas que le permiten derrotar a algunos enemigos, llegar a nuevas áreas o completar ciertas misiones. Las estaciones de poder están en principio inactivas, pero se vuelven disponibles una vez que el jugador ha derrotado a un número determinado de enemigos en el nivel. A diferencia del primer juego, los enemigos no liberan una gema al morir, sino que al derrotarlos se liberan sus espíritus, que vuelan hacia las estaciones de poderes. Todos los adversarios deben ser eliminados de nuevo si se deja el nivel. Entre las estaciones de poder están la de supervuelo, superllama, superembestida, supersalto o superproteccion contra lava y agua contaminada. Incluso existe una estación que combina el supervuelo con la superllama.
Además, completando el 100% del juego se le da a Spyro el poder de superllama de forma permanente.

## Personajes

### Originales
Personajes originales: Los únicos personajes que vuelven del juego anterior son Spyro y su compañero Sparx:
- Spyro: el protagonista del juego, un pequeño dragón de color morado que decide tomarse unas vacaciones a orillas del mundo dragón con su amigo Sparx unos pocos años después de derrotar a Gnasty Gnorc. El portal que entra lo lleva a la tierra de Avalar, porque el profesor, Elora y Cazador están tratando de traer un dragón a Avalar para que se enfrente a su dictador Ripto y a sus tenientes Crush y Gulp.
- Sparx: es el compañero libélula de Spyro. Sparx funciona como el medidor de salud de los jugadores, y asiste al jugador siendo un imán de las gemas. Pero no tiene un papel muy protagonista en esta historia (reflejándose en el hecho de que nunca habla como lo hace en entregas posteriores). Si Sparx es de color amarillo, Spyro tiene la salud completa. Con un golpe recibido se vuelve azul. Con un segundo golpe, verde. Al siguiente golpe Sparx desaparecerá y Spyro morirá si recibe otro impacto. Para recuperar salud Sparx puede comer mariposas que se liberan al eliminar ciertas criaturas inofensivas según el nivel (sapos, ovejas, gusanos, etcétera). Una mariposa de color azul recuperará toda la salud y otorgará a Spyro una vida extra.

### Nuevos personajes
En Spyro 2 varios personajes nuevos son presentados por primera vez, y luego hacen apariciones frecuentes o recurrentes en la saga: 
- Elora: es una fauno de Avalar que se caracteriza por su minivestido verde y su cabello castaño. Ella ayudará a Spyro a acabar con el mal que trajo Ripto a Avalar.
- Hunter (o Cazador): es un guepardo que ayudará a Spyro a lo largo de todo el juego. Tiene varios esferas en diferentes niveles y se las dará a Spyro si este lo ayuda, hace algún trabajo, o si lo vence en alguna competición. Cazador es un personaje que acompañará a Spyro frecuentemente en los videojuegos posteriores.
- Ricachón: es el habitante más rico de Avalar. Se dedica a enriquecerse y solo ayuda cuando se le paga. En el juego, Spyro desbloquea habilidades si le paga ciertas sumas de dinero; también se desbloquean portales, ayudas y caminos por un módico precio ya que este los controla. Ricachón es dueño de los 3 castillos de Avalar pero Ripto lo expulsa de todos por la fuerza. Ricachón es otro personaje que reaparece en juegos posteriores de Spyro.
- El Profesor: Es un residente de Avalar. El profesor activó el portal más grande que hay en ese mundo y por error trajo Ripto a Avalar. Después trajo con otro portal a Spyro para tratar de derrotar a Ripto. Aparece en varios niveles necesitando la ayuda de Spyro en misiones paralelas a las principales.

Los dragones del juego anterior se han sustituido por la recolección de talismanes y orbes.

### Villanos
Villanos: A diferencia del juego anterior en este hay más de un villano a derrotar de forma obligatoria.
- Crush: es el primer jefe a derrotar, es un dinosaurio de color azul claro y porta un gran garrote.
- Gulp: es el segundo jefe del juego, es un dinosaurio verde que camina en cuatro patas. Ripto lo usa como corcel y en la batalla final con Ripto aparece una versión robótica de Gulp. Posee dos cañones en la espalda.
- Ripto: es el villano principal del juego. Es un dinosaurio mago del tamaño de Spyro que lleva una capa morada y un poderoso cetro. Tiene 3 etapas en la batalla final, usando su cetro a pie, montando un Gulp robótico y su etapa final montando un águila androide sobre un mar de lava. Ripto hace más apariciones en la serie que cualquier otro antagonista de otros juegos, convirtiéndose en el villano clave de la serie.

## Doblaje
| Personaje | Doblaje original    | Doblaje castellano    |
| --------- | ------------------- | --------------------- |
| Spyro     | Tom Kenny           | Ferran Audí           |
| Ripto     | Gregg Berger        | Luis Soto             |
| Elora     | Melissa Disney      | Pilar Ortí            |
| Cazador   | Gregg Berger        | Javier Férnandez-Peña |
| Profesor  | Tom Kenny           | Pedro Hernando        |
| Zoe       | Mary Linda Phillips | Azucena Durán         |
| Ricachón  | Milton James        | Luis Soto             |

## Mundos de conexión
El mundo de Avalar está dividido en tres reinos: el Bosque de verano, las Llanuras otoñales y la Tundra invernal. Estos mundos de conexión tienen los portales que llevan a todos los demás mundos de Avalar. En todos los reinos o mundos de conexión hay un castillo que, durante el curso de la historia, es capturado por Ripto. Cada reino tiene un número diferente de mundos de aventura, un mundo o dos en pista de carreras y planeo, y una mazmorra en la que Ripto o sus secuaces se esconden.

## Ambientación
La historia comienza alrededor de un año después de los acontecimientos del primer juego. En el reino de Avalar los residentes locales Elora, Cazador y el Profesor han estado trabajando en su portal más grande y último. Durante una prueba de éste, Cazador entra en su fecha de nacimiento (22.475) como coordenadas de destino del portal, sin proponérselo al Profesor. Esto hace que se active el portal y un pequeño mago llamado Ripto entre desde su reino junto con dos grandes monstruos, Crush y Gulp. Los tres entran en Avalar y Ripto identifica que la tierra no tiene dragones. Ripto declara que va a mudarse allí y comienza a hacerlo, sin embargo, Elora es capaz de desactivar el portal, dando instrucciones a las hadas para eliminar las esferas que alimentan el portal. Luego de esto Ripto comienza a aterrorizar a Avalar, y Elora y el profesor idean el plan de "enganchar" a un dragón por un portal con el fin de conducir a la derrota de Ripto y sus secuaces.
Mientras tanto en los mundos del dragón, los artesanos han estado soportando una intensa lluvia por un tiempo. Spyro, declarando que necesita unas vacaciones, encuentra un portal al reino de las Playas del Dragón. Sin embargo, después de viajar a través del portal, se encuentra aterrizando en el reino de Avalar a través de un portal más pequeño, construido por el Profesor. Ripto entra en escena y destruye el portal, y observa cómo el Profesor ha logrado llevar un dragón al mundo de Avalar. Ripto es, sin embargo, obligado a retirarse cuando accidentalmente Gulp se come su cetro mágico. A Spyro se le pide ayuda para salvar el reino de Avalar y derrotar a Ripto.
El viaje lleva Spyro a través de tres territorios principales de Avalar. Los mundos son el Bosque de verano, las Llanuras otoñales y la Tundra invernal, todos los cuales tienen un palacio del que Ripto se hace cargo tras expulsar a Ricachón. Después de derrotar a Crush y Gulp y liberar a todos los habitantes de los territorios, la historia lleva a un enfrentamiento final entre Spyro y Ripto. La batalla de los dos en la mazmorra de la Tundra tiene muchas formas de magia, y justo cuando parece que la lucha está destinada a terminar en un punto muerto, Ripto convierte la arena en una piscina de lava y transforma un orbe dorado en un pájaro cyborg gigante para escapar. Spyro usa uno de esos orbes y le persigue usando su combinación de habilidades más poderosa. Tras una intensa lucha aérea, Spyro destruye el pájaro y envía a Ripto a una caída en la lava y a su "muerte" aparente. Los habitantes de Avalar están agradecidos por la ayuda de Spyro, y como recompensa, le muestran el portal a Costas del Dragón. Si el jugador recoge todas las gemas y las esferas en el juego, tendrá acceso a una pequeña habitación en este mundo que contiene un portal de poder de superfuego, lo que permite lanzar bolas de fuego a Spyro en lugar de su fuego normal de forma permanente.

## Lista de niveles
- Mundo Principal 1: Bosque de verano
  - Brillo ("Reluciente" en la trilogía remasterizada)
  - Balnearío ídolos ("Fuente de los Ídolos" en la trilogía remasterizada)
  - Coloso
  - Hurricos ("Huracanado" en la trilogía remasterizada)
  - Playa soleada
  - Torres acuario ("Torres acuáticas" en la trilogía remasterizada)
  - Autopista del océano ("Ruta oceánica" en la trilogía remasterizada)
  - Mazmorra de Crush ("Calabozo de Crush" en la trilogía remasterizada)
- Mundo Principal 2: Llanuras otoñales
  - Páramo Skelos ("Yermo esquelético" en la trilogía remasterizada)
  - Glaciar cristal ("Glaciar de cristal" en la trilogía remasterizada)
  - Brisa ("Puerto de la brisa" en la trilogía remasterizada)
  - Zephyr ("Viento de poniente" en la trilogía remasterizada)
  - Chamuscado ("Ardiente" en la trilogía remasterizada)
  - Colinas fractura ("Colina fracturada" en la trilogía remasterizada)
  - Cono de magma
  - Oasis frondoso ("Oasis sombrío" en la trilogía remasterizada)
  - Autopista metro ("Ruta urbana" en la trilogía remasterizada)
  - Autopista helada ("Ruta helada" en la trilogía remasterizada)
  - Foso de Gulp
- Mundo Principal 3: Tundra invernal ("Llanuras invernales" en la trilogía remasterizada)
  - Pantano místico
  - Templos nubes ("Templo de las nubes" en la trilogía remasterizada)
  - Granja robótica
  - Metrópolis
  - Autopista del cañón ("Ruta del cañón" en la trilogía remasterizada)
  - Ruedo de Ripto ("La arena de Ripto" en la trilogía remasterizada)
- Mundo Extra: Tierras del Dragón ("Costa del dragón" en la trilogía remasterizada)

Para desbloquear las puertas se necesitan 55 esferas y 8.000 gemas para la primera puerta y 10.000 gemas y 64 esferas para la segunda puerta, que contiene la superllama.

## Demo deCrash Team Racing
En 1999, Naughty Dog estaba desarrollando el último videojuego de Crash Bandicoot hecho por ellos, mientras que Insomniac Games aún seguía haciendo juegos de Spyro, y en ese mismo año, al igual que el año anterior, ambas desarrolladoras decidieron nuevamente agregar demos de los juegos que estaban desarrollando en 1999, y así en Spyro the Dragon 2 se incluyó una demo de Crash Team Racing, la cual cuenta con una única pista, la de Papu's Piramid.
La demo de Crash Team Racing, aparte de venir incluido en Spyro 2, también se incluye como una demo por separado en un solo disco, en vez de venir acompañado de un videojuego terminado, aunque esta demo por separado se vendió únicamente en Norteamérica, y la demo que se incluye con Spyro 2 salió en todo el mundo.
Esta demo se puede desbloquear en las 3 versiones regionales del título de Spyro, y la versión europea de la demo cuenta con un selector de idiomas que se incorporaría en dicha versión regional y final de Crash Team Racing, a comparación de las versiones norteamericana y japonesa, que solo cuentan con un idioma, el inglés y japonés, respectivamente.
El siguiente código para la demo se consigue igual que la demo de Crash Bandicoot 3 en el primer juego de Spyro, es decir, mientras Spyro aprecia el lugar a su alrededor, y a su vez se muestra el logo del juego arriba del dragón morado, y abajo dice "Press Start", y el siguiente código para la demo de CTR es el siguiente:
L1+R2+□ (cada botón se mantiene presionado, empezando con L1 y acabando con el cuadrado).

## Banda sonora
La música de Spyro 2 fue compuesta por Stewart Copeland, el exbaterista de la banda de rock The Police.
La música de fondo del nivel Bosque de Verano es un sample que se utilizó en la canción "Free Spirit" del artista de música ambiental Goodall Medwyn de su álbum Meditation & Visualisation (2000). Copeland también compuso la música para los otros dos juegos de la trilogía original de Spyro.

## Recepción
Spyro 2: En busca de los talismanes recibió la aclamación de la crítica. Fue calificado con un puntaje de 87% en GameRankings, basado en un total de 15 críticas. Joe Fielder, de GameSpot, le dio al juego un 8.6/10, diciendo que "inyectó una dosis de alma y variedad en un juego que ya era bastante divertido de jugar". Doug Perry, de IGN, le dio un 8.8/10, afirmando que "es una plataforma divertida y excelente".
El juego recibió un premio de ventas de "Oro" otorgado por la Asociación de Editores de Software de Entretenimiento y Ocio (ELSPA), lo que indica ventas de al menos 200,000 copias en el Reino Unido.